# Majö
Majö este o arie protejată (arie de protecție specială avifaunistică — SPA) din Suedia întinsă pe o suprafață de 29,2 ha, integral pe uscat.

## Localizare
Centrul sitului Majö este situat la coordonatele 56°14′15″N 16°02′38″E / 56.2375°N 16.0438°E.

## Înființare
Situl Majö a fost declarat arie de protecție specială avifaunistică în decembrie 1996 pentru a proteja 27 de specii de animale.

## Biodiversitate
Situată în ecoregiunile boreală și marină baltică, aria protejată nu include niciun habitat protejat.
La baza desemnării sitului se află mai multe specii protejate de  păsări (27): rață sulițar (Anas acuta), rață lingurar (Anas clypeata), rață pitică (Anas crecca), rață fluierătoare (Anas penelope), gâscă cenușie (Anser anser), pietruș (Arenaria interpres), rața moțată (Aythya fuligula), Branta bernicla, Branta leucopsis, Calidris alpina schinzii, prundaș gulerat mare (Charadrius hiaticula), lebădă de iarnă (Cygnus cygnus), rață catifelată (Melanitta fusca), ferestrașul mare (Mergus merganser), Mergus serrator, Phalacrocorax carbo sinensis, ploier argintiu (Pluvialis squatarola), ciocântors (Recurvirostra avosetta), eider (Somateria mollissima), chiră mică (Sterna albifrons), chiră de baltă (Sterna hirundo), Sterna paradisaea, călifar alb (Tadorna tadorna), fluierar negru (Tringa erythropus), fluierar cu picioare verzi (Tringa nebularia), fluierarul cu picioare roșii (Tringa totanus), nagâț (Vanellus vanellus).